# 8 tháng 1
Ngày 8 tháng 1 là ngày thứ 8 trong lịch Gregory. Còn 357 ngày trong năm (358 ngày trong năm nhuận).

## Sự kiện
- 307 – Tấn Huệ Đế Tư Mã Trung qua đời tại Hiển Dương điện sau khi bị trúng độc vào hôm trước đó.
- 881 – Loạn Hoàng Sào: Đường Hy Tông chạy khỏi kinh thành Trường An, hướng đến đất Tam Xuyên, quá trưa hôm đó, tướng tiên phong Sài Tồn của Hoàng Sào tiến vào Trường An, tức 5 tháng 12 năm Canh Tý.
- 1077 – Chiến tranh Tống-Việt, 1075-1077: Quân Tống do Quách Quỳ và Triệu Tiết chỉ huy tấn công và vượt qua Ải Nam Quan, tiến vào lãnh thổ Đại Việt.
- 1198 – Lotario de Conti được bầu làm Giáo hoàng Innôcentê III (Latinh: Innocens III); ông sau đó hành động để khôi phục quyền lực giáo hoàng tại Roma.
- 1499 – Quốc vương Louis XII của Pháp kết hôn với Nữ công tước Anne xứ Bretagne - một vị quân chủ.
- 1815 – Chiến tranh Hoa Kỳ - Anh Quốc: Trận New Orleans 1815 – Andrew Jackson lãnh đạo quân đội Hoa Kỳ giành thắng lợi trước người Anh Quốc.
- 1828 – Đảng Dân chủ, tiền thân của nó là Đảng Dân chủ Cộng hoà của tổng thống thứ 3 của Hoa Kỳ Thomas Jefferson, chính thức được thành lập.
- 1835 – Nợ công Hoa Kỳ lần duy nhất bằng không.
- 1867 – Nam giới người Mỹ gốc Phi giành được quyền bầu cử tại Washington, D.C.
- 1912 – Đại hội Dân tộc Phi được thành lập nhằm mục tiêu chống lại sự bất công đối với người da đen Nam Phi.
- 1918 – Tổng thống Hoa Kỳ Woodrow Wilson tuyên bố "Mười bốn điểm" của ông về kết quả của Chiến tranh thế giới thứ nhất.
- 1926 – Hoàng thái tử Nguyễn Phúc Vĩnh Thụy đăng quang, lấy niên hiệu là Bảo Đại, là vị vua cuối cùng của nhà Nguyễn, cũng như của chế độ phong kiến tại Việt Nam.
- 1959 – Charles de Gaulle trở thành Tổng thống đầu tiên của nền Đệ ngũ Cộng hòa Pháp.
- 1961 – Đa số cử tri Pháp ủng hộ chính sách Charles de Gaulle là trao quyền tự quyết cho Algérie trong một cuộc trưng cầu dân ý.
- 2003 – Chuyến bay 634 của Turkish Airlines gặp nạn gần Sân bay Diyarbakır của Thổ Nhĩ Kỳ, khiến toàn bộ phi hành đoàn và 75 hành khách thiệt mạng.
- 2005 – Cảnh sát biển Trung Quốc nổ súng vào tàu của ngư dân Việt Nam tại vịnh Bắc Bộ, khiến nhiều người thương vong.
- 2020 – Chuyến bay 752 của Ukraine International Airlines.[1][2]

## Sinh
- 1037 – Tô Đông Pha, tác gia triều Tống, tức 19 tháng 12 năm Bính Tý (m. 1101)
- 1601 – Baltasar Gracián, nhà văn, thầy tu người Tây Ban Nha (m. 1658)
- 1821 – James Longstreet, tướng lĩnh và nhà ngoại giao người Mỹ (m. 1904)
- 1823 – Alfred Russel Wallace, nhà địa lý học, nhà sinh vật học, nhà thám hiểm người Anh Quốc (m. 1913)
- 1830 – Hans von Bülow, nhạc công dương cầm và nhà soạn nhạc người Đức (m. 1894)
- 1849 – Stepan Osipovich Makarov, tướng lĩnh của Đế quốc Nga (m. 1904)
- 1867 – Emily Greene Balch, nhà nữ kinh tế học, tác gia người Mỹ, đoạt giải Nobel (m. 1961)
- 1885 – John Curtin, chính trị gia người Úc, thủ tướng của Úc (m. 1945)
- 1894 – Maximilian Kolbe, người Ba Lan tử đạo được phong thánh (m. 1941)
- 1902
  - Georgy Maksimilianovich Malenkov, chính trị gia tại Liên Xô, Tổng bí thư của Liên Xô (m. 1988)
  - Carl Rogers, nhà tâm lý học người Mỹ (m. 1987)
- 1914 – Lê Thương, nhạc sĩ người Việt Nam (m. 1996)
- 1923 – Joseph Weizenbaum, nhà khoa học máy tính, tác gia người Đức-Mỹ (m. 2008)
- 1932 – Hữu Thọ, nhà báo người Việt Nam
- 1935 – Elvis Presley, ca sĩ, diễn viên người Mỹ (m. 1977)
- 1938 – Anthony Giddens, nhà xã hội học người Anh
- 1942
  - Stephen William Hawking, nhà vật lý học người Anh (m. 2018)
  - Koizumi Junichirō, chính trị gia người Nhật Bản, thủ tướng của Nhật Bản
- 1947 – David Bowie, ca sĩ, nhạc sĩ, diễn viên, nhà sản xuất âm nhạc người Anh (m. 2016)
- 1951 – Trần Đình Đàn, chính trị gia người Việt Nam
- 1965 – Phêrô Nguyễn Văn Viên, linh mục người Việt Nam
- 1971 – Brook Mahealani Lee, Hoa hậu Hoàn vũ 1997
- 1972 – Giuseppe Favalli, cầu thủ bóng đá người Ý
- 1979 – Adrian Mutu, cầu thủ bóng đá người România
- 1980 – Rachel Nichols, diễn viên người Mỹ
- 1984 – Kim Jong-un, chính trị gia người Triều Tiên, nhà lãnh đạo của Cộng hòa Dân chủ Nhân dân Triều Tiên
- 1985 – Jorge Aguilar, vận động viên quần vợt người Chile
- 1986 – David Silva, cầu thủ bóng đá người Tây Ban Nha
- 1986 – Maria Ozawa, diễn viên khiêu dâm, người mẫu người Nhật Bản-Canada
- 1988 – Allison Harvard, người mẫu và diễn viên người Mỹ
- 1991 – Shin Jimin, ca sĩ Hàn Quốc, thành viên nhóm nhạc AOA
- 1992 – Koke, cầu thủ bóng đá người Tây Ban Nha
- 2000 – Noah Cyrus, diễn viên và ca sĩ người Mỹ

## Mất
- 307 – Tư Mã Trung, tức Tấn Huệ Đế, hoàng đế của triều Tấn, tức 18 tháng 11 năm Bính Dần (s. 259)
- 1198 – Giáo hoàng Cêlestinô III (Latinh: Celestinus III) (s. 1106)
- 1324 – Marco Polo, thương nhân, nhà thám hiểm người Ý (s. 1254)
- 1337 – Giotto di Bondone, họa sĩ và kiến trúc sư người Ý (s. 1266)
- 1642 – Galileo Galilei, nhà vật lý học, nhà toán học, nhà thiên văn học, triết gia người Ý (s. 1564)
- 1713 – Arcangelo Corelli, nhà soạn nhạc Ý (s. 1653)
- 1878 – Nikolay Alexeyevich Nekrasov, nhà thơ, nhà phê bình tại Đế quốc Nga (s. 1821)
- 1880 – Joshua A. Norton, doanh nhân người Anh-Mỹ (s. 1811)
- 1896 – Paul Verlaine, nhà thơ người Pháp (s. 1844)
- 1934 – Andrei Bely, tác gia, thi nhân, nhà phê bình người Nga (s. 1880)
- 1941 – Robert Baden-Powell, sĩ quan quân đội và tác gia người Anh (s. 1857)
- 1976 – Chu Ân Lai, thủ tướng của Trung Quốc (s. 1898)
- 1983 – Gerhard Barkhorn, phi công người Đức (s. 1919)
- 1995 – Huyền Kiêu, nhà thơ người Việt Nam (s. 1915)
- 1996 – François Mitterrand, tổng thống Pháp (s. 1916)
- 1997 – Melvin Calvin, nhà hóa học người Mỹ (s. 1911)
- 2007 – Iwao Takamoto, nhà làm phim hoạt hình người Mỹ gốc Nhật, tác giả của Scooby-Doo (s. 1925)
- 2009 – Nguyễn Phúc Vĩnh Lộc, Trung tướng Quân lực Việt Nam Cộng hòa
- 2010 – Art Clokey, đạo diễn người Mỹ (s. 1921)